# Sânziană

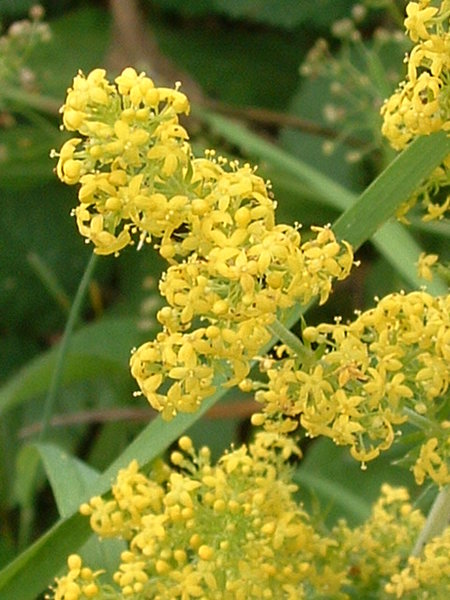
Sânziene (flors de palla de dama)

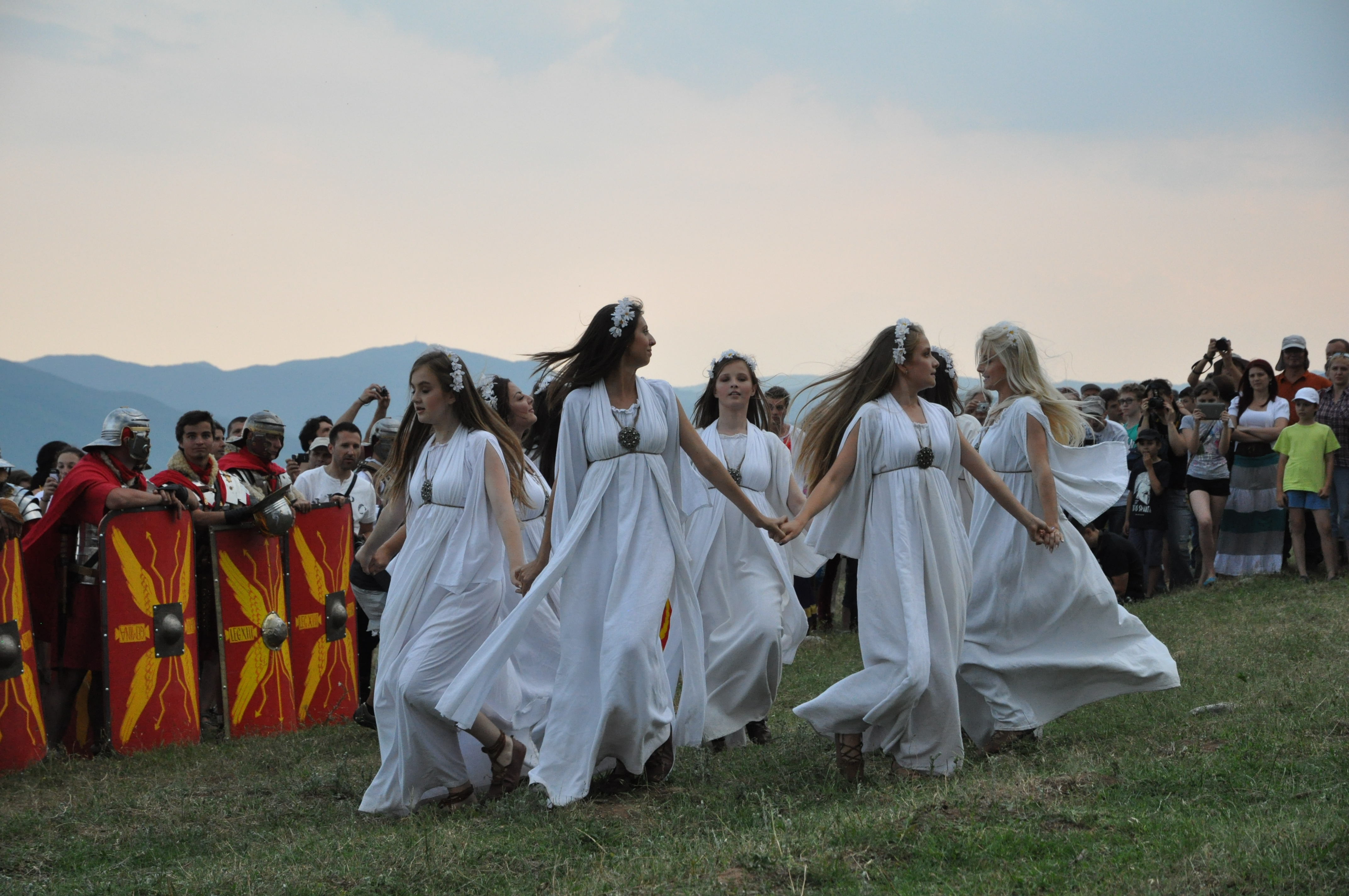
Sânzienele al Festival Cricău 2013

Sânziană és el nom romanès de les fades gentils que tenen un paper important en el folklore local, també s'utilitza per designar les flors de Galium verum o Cruciata laevipes. Sota la forma plural Sânziene, la paraula designa una festa anual en honor de les fades. Etimològicament, el nom prové del llatí Sancta Diana, la deessa romana de la caça i la lluna, celebrada també a la Dàcia romana (antiga Romania). Diana era coneguda per ser la deessa verge i cuidava les verges i les dones. Va ser una de les tres deesses donzelles, Diana, Minerva i Vesta, que van jurar no casar-se mai.
La gent de les muntanyes dels Carpats occidentals celebren la festa de Sânziene anualment, el 24 de juny. Això és similar a les vacances sueques de mig estiu, i es creu que és una celebració pagana del solstici d' estiu al juny. Segons la posició oficial de l'Església Ortodoxa Romanesa, els costums es relacionen en realitat amb la celebració de la Nativitat de Sant Joan Baptista, que també té lloc el 24 de juny.

## Rituals de sânziene
Les pràctiques populars de Sânziene impliquen que les donzelles més belles del poble es vesteixen de blanc i es passen tot el dia buscant i recollint flors, de les quals una Deu ser Galium verum que en romanès també s'anomena "sânziànă". Amb les flors que collien durant el dia, les noies trenen corones florals que llueixen quan tornen al poble a la nit. Allà es troben amb la seva estimada i ballen al voltant d'una foguera. Les corones es llancen per sobre de les cases, i sempre que cau la corona, es diu que algú morirà en aquella casa; si la corona es queda al terrat de la casa, llavors es donarà bona collita i riquesa als propietaris. Com passa amb altres celebracions de fogueres, saltar per sobre de les brases després de la foguera ja no fa ràbia es fa per purificar la persona i també per donar salut.
Una altra creença popular és que durant la nit de la vigília de Sânziene, el cel s'obre, la qual cosa la converteix en la nit més forta per als encanteris màgics, especialment per als encanteris d'amor. També es diu que les plantes collides durant aquesta nit tindran poders màgics enormes.
No és bo, però, ser mascle i caminar de nit durant la nit de Sanziene, ja que és el moment en què les fades ballen a l'aire, beneeixen els cultius i donen salut a la gent; no els agrada que els vegin els mascles, i qui els vegi quedarà mutilat, o les fades li prendran l'oïda/la parla o els faran boig.
En algunes zones dels Carpats, els vilatans encenen una gran roda de farratge sec de la foguera cerimonial i l'empenyen per un turó. Això s'ha interpretat com un símbol de la posta de sol (des del solstici que ve i fins al solstici de mig hivern, els dies s'escurçaran).

## En referents culturals
Les conseqüències de l'obertura del cel a Sânziene estan relacionades per alguns amb esdeveniments paranormals reportats durant aquest període de cada any. Segons les creences populars, poden passar coses estranyes, tant positives com negatives, a una persona que vaga sola la nit de Sânziene. Es creu que estranyes activitats etèries succeeixen especialment en llocs com el bosc de Băneasa (prop de la capital de Bucarest) o el bosc de Baciu (prop de la ciutat de Cluj-Napoca).
La novel·la de Mircea Eliade, Noaptea de Sânziene (traduïda com El bosc prohibit), inclou referències a la creença popular sobre l'obertura del cel a la nit, així com a esdeveniments paranormals que succeeixen al bosc de Băneasa.
En la forma Sânziana ("la sânziană"), la paraula també s'ha utilitzat com a nom femení. S'utilitza notablement com a tal a la comèdia Sânziana şi Pepelea de Vasile Alecsandri (més tard una òpera de George Stephănescu).
La fada Sânziene, "la fada del solstici d'estiu", és descrita en una colinda (cançó popular romanesa) com la "germana del Sol".